# 额不都镇区
額不都鎮區為緬甸伊洛瓦底省勃生縣的鎮區。2014年人口324,479人，區域面積3,210.4平方公里。
在2011年的資料中，額布多鎮下分1個次鎮、3個街區、38個村組以及174個村莊。額不都為該鎮區的行政中心。
該鎮區的西岸沿海有沙岸，內有緬甸少數的著名觀光景點，羌達（Chaungthr）和眉少（Ngwesaung）是緬甸境內最漂亮的兩大觀光海灘，每年的2月到6月為觀光旺季月，在這時段內，住房一房難求，國內外旅客在這個夏季季節大量群聚於本地，可享受沙灘、海浪及新鮮的海產。

## 相關連結
- 額不都鎮區村莊列表（英语：List of villages in Ngapudaw Township）